# Shalom

Le « Salaam » (en haut) arabe et « Shalom » (en bas) hébreu qui signifient « paix », ainsi que les drapeaux de la Palestine et d’Israël unis.

« Shalom » (hébreu : שָׁלוֹם, ˈʃalom ou  ˈʃulǝm selon la prononciation ashkénaze) est un mot hébraïque qu'on rend le plus souvent en français par « paix ». Son dérivé de la même racine, le salaam en arabe, est le šhālōm des langues éthiosémitiques. Il peut s'agir de la paix entre deux individus ou entités (particulièrement entre Dieu et l'homme), ou de la paix intérieure, du calme, de la sérénité d'un individu,. 
Le mot est particulièrement connu comme formule de salutation (le terme de « salut » recouvre d'ailleurs la même notion), de bienvenue ou de séparation en langue hébraïque ; on le trouve d'ailleurs dans beaucoup d'autres expressions et noms.

## Étymologie
Le terme « shalom » dérive de la racine « shin-lamed-mem » (ש.ל.ם), qui possède de nombreux cousins dans les langues sémitiques, et signifie « entièreté », « complétion », « plénitude », « bien-être », autant de concepts habituellement connotés dans le mot « paix ».
C'est pourquoi l'usage de « shalom » dans la Bible hébraïque fait souvent référence à des conditions liées à la paix : sécurité, santé, prospérité des individus et des nations. Un verset d'Isaïe (45:7) à noter : « Je forme la lumière et Je crée les ténèbres ; Je fais la paix… », c'est-à-dire « J'établis le shalom entre la lumière et les ténèbres ».
Ce salut, entendu comme une salutation, invite en fait à penser au Salut éternel.

## Dans les expressions
Le terme shalom est utilisé dans une variété d'expressions et de contextes dans le langage hébreu, écrit et parlé :
- Shalom alekhem (שָׁלוֹם עֲלֵיכֶם ; lit. « la paix soit sur vous »), la forme complète du salut hébraïque équivalent à « salut ! ». La réponse appropriée est alekhem hashalom, « sur vous soit la paix ». L'équivalent arabe en est As-salâm 'aleïkoum.
- Shalom est par soi-même une abréviation très commune, utilisée en hébreu moderne par les Israéliens pour dire « bonjour » comme « au revoir ». Il est en cela similaire au aloha hawaïen ou au namaste indien. En Israël, parmi le public profane, il tend à tomber en désuétude au profit de « b'ye » (anglais) ou « yallah b'ye » (un mélange d'arabe et d'anglais). Cette tendance est fortement déplorée par les traditionalistes et les puristes. Il est en revanche toujours utilisé, agrémenté de bénédictions variées telles que Shalom ouvrakha (« Paix et bénédiction »), ainsi que par les Juifs, et parfois les non-Juifs, du monde entier.
- Shabbat shalom (שַׁבָּת שָׁלוֹם) est un salut commun utilisé à Shabbat, ou pour souhaiter « un bon shabbat » par anticipation -- cf. « bon week-end », du moins dans les régions sous influence sépharade, mizrahite ou israélienne. Les communautés ashkénazes de la Diaspora utilisent également, voire de préférence, l'équivalent yiddish A gut shabbes.
- Ma sh'lom'kha ? (מַה שְׁלוֹמְךָ ; lit. « quel est [l'état de] ta plénitude ? ») est l'équivalent hébreu de « comment allez-vous ? ».
- Alav hashalom (עַלָיו הַשָּׁלוֹם ; lit. « sur lui la paix ») est parfois utilisé dans certains cercles juifs après avoir mentionné une personne décédée respectable et respectée (comme les Patriarches ou Moïse, mais aussi des guides spirituels plus récents, particulièrement dans les communautés hassidiques). À comparer à « alayhi as-salām » à l'évocation d'un musulman décédé.
- Ossè shalom (bimeromav) est le début d'un passage communément utilisé comme sentence finale de nombreuses prières juives (dont le Birkat Hamazon, le kaddish et la prière personnelle de la amidah).
Le passage dans son intégralité est « עוֹשֶֹה שָׁלוֹם בִּמְרוֹמָיו, הוּא יַעֲשֶֹה שָׁלוֹם עָלֵינוּ,וְעַל כָּל יִשְֹרָאֵל וְאִמְרוּ אָמֵן ('Ossĕ shālom bīmromāv hou ya'assĕ shālom aleinou vè'al kol Yisraël vè'imrou amen) », « Celui qui réalise le shalom dans Ses hauteurs, fasse-t-Il la paix sur nous et sur tout Israël ; et dites, Amen. », clairement inspiré du passage d'Isaïe évoqué plus haut.

## En tant que nom

### Shalom, Nom divin
Le Talmud (Shab. 10b) enseigne que « le Nom de Dieu est 'Shalom' », en se basant sur  6,23. 
En conséquence, il est interdit, pour cause d'inconvenance, de saluer quelqu'un par shalom (qui est utilisé pour dire « bonjour » ou « au revoir », en hébreu moderne comme en hébreu biblique) en des lieux impurs, comme une salle de bain ou des latrines, ainsi qu'en période de deuil.

### Patronyme

#### Prénom
Shalom n'est pas tellement répandu comme prénom, en dehors d'Israël. Le prénom Sh'lomo (שלמה, Salomon), littéralement Sa paix, faisant référence au Dieu de Shalom, est plus courant.
- Les rabbins Shalom Dov Wolpo, Shalom Aroush et Sar Shalom ben Boaz.
- Cholem Aleichem (célèbre écrivain yiddish)
- Shalom Simhon, homme politique israélien.
- Shalom Anski, écrivain, journaliste
- Shalom Tikva, ancien footballeur israélien.
- Shalom Auslander, écrivain et essayiste américain.
- Shalom Schwartz, psychologue israélien.
- Shalom Turgeman, ancien joueur israélien de basket-ball.

#### Nom de famille
- Silvan Shalom, homme politique israélien affilié au Likoud, et son épouse Judy Shalom Nir-Mozes (en).
- DJ Shalom, musicien multi-instrumentiste autodidacte, improvisateur, compositeur.
- Shin Shalom, poète juif israélien.
- Mordechai Ish-Shalom, syndicaliste et homme politique israélien.
- Judah ben Shalom, faux-messie yéménite.
- Tali Shalom Ezer, réalisatrice et scénariste israélienne.

### Shalom, nom d'organisations
Shalom a souvent été incorporé dans le nom d'organisations pacifistes. Parmi celles-ci :
- Shalom Archav
- Shalom Europa, centre culturel et communautaire juif situé à Wurtzbourg (Allemagne)
- Brit Tzedek v'Shalom
- Brit Shalom
- Gush Shalom
- Hevel Shalom
- Neve Shalom

### Autres
- Shalom Sesame est le nom d'une émission télévisée dérivée de 1, rue Sésame, diffusée dans la jeunesse juive américaine afin de leur faire découvrir Israël.